# 薛舉
薛舉（6世纪—618年），河东郡汾阴县（今山西省运城市万荣县）人，其父薛汪时徙居兰州金城郡（今甘肃省兰州市），中國隋代末年群雄之一。大业十三年（617年）四月，薛举起兵反隋，自称西秦霸王，年号秦兴。大业十三年（617年）七月，薛举称帝，迁都秦州。武德元年（618年），薛举与唐军交战，在第一次浅水原之戰大败秦王李世民，正欲乘胜直取长安，却突然病逝。

## 生平
父親薛汪時移居到金城，薛舉武勇豪邁，家中巨富，在地方上結識了許多豪傑人士。後擔任金城的校尉。大業13年（617年），隋朝衰落，各地大亂，金城一帶飢民眾多，盜賊蜂起，金城令郝瑗募兵鎮壓。薛舉在出征前的宴會中劫持郝瑗，以他的名義發兵逮捕地方官，開倉救齊災民。
他號稱西秦霸王，年號秦興，擊敗隋的地方軍隊，佔領隴西(高原)地區，正好位於關中的大後方，隨即稱帝於蘭州。其後欲進攻關中，即所謂但為李世民所敗，薛舉因此有降唐之心。但郝瑗反對，於是欲聯合突厥莫賀咄設合攻長安，但因莫賀咄設被李世民所懷柔未發兵而失敗。
618年6月，薛舉與梁師都聯合出兵，薛舉兵分兩路，逼近長安，更欲聯合突厥，爆發第一次浅水原之戰，再度與唐朝軍隊作戰，主帥李世民因病以及唐朝將領劉文靜、殷開山等因輕敵而被薛舉擊敗，欲順勢進攻長安時病死，由他的兒子薛仁果繼任，給他諡號武帝。
史書上記載薛舉性格較為殘忍，對戰俘加以殺害，甚至使用割舌鼻等酷刑，因此無法獲得人民廣泛的支持。

## 家庭

### 妻子
- 鞠皇后

### 子女
- 秦帝薛仁杲
- 晉王薛仁越

## 部將
- 宗羅睺：興王
- 鍾利俗：羌族部落酋長
- 常仲興
- 郝瑗
- 褚亮
- 仵士政：詐降擒住常達
- 張貴

## 脚注
1. ↑  《舊唐書·卷五十五 列傳第五 薛舉...》：“瑗又勸舉連結梁師都，共為聲勢，厚賂突厥，餌其戎馬，合從並力，進逼京師。舉從其言，與突厥莫賀咄設謀取京師。莫賀咄設許以兵隨之，期有日矣。會都水監宇文歆使於突厥，歆說莫賀咄設，止其出兵，故舉謀不行。”
2. ↑  《舊唐書·卷五十五 列傳第五 薛舉...》：“瑗又勸舉連結梁師都，共為聲勢，厚賂突厥，餌其戎馬，合從並力，進逼京師。舉從其言，與突厥莫賀咄設謀取京師。”

## 延伸阅读
[在维基数据编辑]
 《舊唐書/卷55》，出自刘昫《舊唐書》
 《新唐書·卷086》，出自《新唐書》